# Gazimuro-Zavodskij rajon
Il Gazimuro-Zavodskij rajon (in russo Газимуро-Заводский район?) è un municipal'nyj rajon del Territorio della Transbajkalia, nell'Estremo Oriente russo. Istituito il 4 gennaio 1926, ricopre una superficie di 14 423,18 chilometri quadrati e ha una popolazione di 8 146 abitanti; il capoluogo è il villaggio di Gazimurskij Zavod. Il distretto è suddiviso in 9 comuni rurali.

## Geografia
Parte del confine con la Cina è segnato dal fiume Argun'. Tra le catene montuose presenti sul territorio ci sono i monti Borščovočnyj, Gazimurskij e Urjumkanskij.